# Урвань (река)
Урва́нь (кабард.-черк. Аруан) — рукав реки Черек в республике Кабардино-Балкария. Вытекает из реки Черек к северу от села Аушигер, протекает через территорию Урванского района и вновь впадает в Черек у села Октябрьское в Майском районе.

## Характеристики
Длина реки — 52 км. Долина реки Урвань расположено на предгорной равнине. Начало реки Урвань располагается на высоте 580 метров над уровнем моря, устье на 195 метрах. Рельеф территории, по которой протекает река Урвань, сглаженный и местами бугристый, с различными впадинами в долину реки. Значительных возвышений по бортам реки нет.
Русло в верхнем течении в значительной степени канализировано: здесь коэффициент извилистости составляет 1,02. Среднее течение менее затронуто антропогенной деятельностью: коэффициент извилистости составляет 1,06. Практически естественное очертание русла сохранилось в нижнем течении реки Урвань — коэффициент извилистости 1,33.
В верхнем течении река Урвань представляет собой канализированное русло со спрямленными бортами. Ширина русла составляет около 3-3,5 метров, глубина 15-25 см. Средняя скорость воды 0,4-0,7 м/с. Расход воды составляет около 0,5-1,6 м³/с. Значительная часть воды идет на заполнение рыбоводных прудов у села Нартан.
Русло реки Урвань в среднем и нижнем течении сильно извилистое. Здесь в Урвань слева впадают два его главных притока — Нальчик и Шалушка. А также его наиболее крупный правый приток — Белая Речка. Далее Урвань приобретает свои естественные очертания и вплоть до впадения в реку Черек практически по всей протяженности берега покрыты пойменными лесами.
Ширина русла реки в среднем составляет около 7 метров и максимум до 20 метров. Глубина в основном 30-40 см, в многочисленных ямах доходит до 2 и более метров. Дно каменистое на перекатах, песчаное в ямах и на плесах. Прозрачность воды меняется в течение года и зависит от выпадающих осадков.
Средняя скорость течения реки Урвань составляет 0,8-1,1 м/с. Расход воды меняется по сезонам: весной и летом после дождей он достигает 12 м³/с, в зимнюю межень — всего 3-5 м³/с. В отдельные годы расход воды превышает 20 м³/с.
Вдоль долины реки Урвань расположены населённые пункты — Урвань, Шитхала, Чёрная Речка, Колдрасинский, Ново-Ивановское, Право-Урванский, Красная Поляна и Октябрьское.

## Флора и фауна
Естественная растительность представлена густыми широколиственными лесами в среднем и нижнем течениях реки и лугами разной степени остепнённости в верхнем течении. Основу древесно-кустарниковой растительности составляют тополь-белолистка, ольха, лещина, осина, различные виды ивы, ясень. Местами многочисленны калина и облепиха. Значительная часть территории, прилегающей к реке Урвань, сельскохозяйственно-освоенная: местами практически к самому руслу или неширокому прибрежному лесу примыкают пастбища, поля, сады и виноградники.
Ихтиофауна реки разнообразна и насчитывает около 15 видов рыб. Наиболее многочисленны в ней усач терский, быстрянка, терский пескарь, серебряный карась и голец Криницкого. Обычны терский подуст, кавказский голавль, сазан, предкавказская шиповка. Изредка отмечаются радужная форель, сом, окунь, северокавказская уклейка, кавказская верховка и амурский чебачок. В родниковых ручьях до сих пор обычна ручьевая форель.

## Данные водного реестра
По данным государственного водного реестра России относится к Западно-Каспийскому бассейновому округу, водохозяйственный участок реки — Терек от впадения реки Урух до впадения реки Малка. Речной бассейн реки — Реки бассейна Каспийского моря междуречья Терека и Волги.
Код объекта в государственном водном реестре — 07020000612008200005032.